# Charitosemia
Charitosemia is een geslacht van vlinders van de familie uilen (Noctuidae), uit de onderfamilie Agaristinae.

## Soorten
- C. albigutta (Karsch, 1895)
- C. geraldi (Kirby, 1896)